# En gång till (album av Black Jack)
En gång till är ett studioalbum från 2001 av det svenska dansbandet Black Jack.

## Låtlista
1. Nu är det lördag
2. En gång till
3. Save Me
4. Sommarnatt
5. Får jag låna din fru i kväll?
6. 500 Miles
7. Ingen så vacker som du
8. Sommarflickor
9. Minnen
10. I Saw Linda Yesterday
11. Den man som du behöver
12. Där kommer hon
13. Seasons in the Sun
14. Ge mig en chans

## Listplaceringar
| Lista (2001) | Topplacering |
| ------------ | ------------ |
| Sverige      | 53           |